# Тастыозек (Жетысуская область)
Тастыозек (каз. Тастыөзек) — село в Кербулакском районе Жетысуской области Казахстана. Входит в состав Когалинского сельского округа. Код КАТО — 194649400.

## Население
В 1999 году население села составляло 500 человек (244 мужчины и 256 женщин). По данным переписи 2009 года, в селе проживали 454 человека (215 мужчин и 239 женщин).